# Rotmeester
Een rotmeester had binnen een heerlijkheid een aantal door de overheid gedelegeerde taken, waaronder het toezien op de veiligheid en publieke zaken. Daarnaast had de rotmeester waarschijnlijk ook een taak bij het innen van het hoofdgeld. 
Een rot is een wijk, buurtschap of gehucht. Over ieder rot was een rotmeester aangesteld. Tot begin 19e eeuw was een rotmeester verantwoordelijk voor de uitvoering van de publieke werken (onderhoud wegen en vestingwerken, brandblusmiddelen, het onderhoud van de bruggen en het school- en poorthuis, aanplanten van bomen, bestrijden van zandverstuivingen, vegen van de sloten en dergelijke) van een bepaald rot. Tevens moesten de rotmeesters om de drie jaar de rekening van de stadsrentmeester afhoren. Een rot werd gevormd door de volwassen mannen, een per huisgezin. Ook hier waren allerlei afwijkingen mogelijk. Bij een vacature van rotmeester werd door de richter, keurnoten en de overige rotmeesters een "bekwaam persoon uit de burgerij" gekozen tot rotmeester.   
In de Franse tijd kwam een einde aan de oude structuur van een heerlijkheid. Wel bleef bijvoorbeeld in Winterswijk de rotindeling nog tot in de jaren 1930 in gebruik. Dat bleek daar tijdens een gemeenteraadsvergadering, toen een vraag werd gesteld door de brandweer van Winterswijk naar de bevoegdheid van rotmeesters bij brand.

## Bron
- heemkundekringgemert.nl
- achterhoeksarchief.nl